# Снежноягодник белый
Снежноя́годник бе́лый, или Снежноягодник кистистый (лат. Symphoricarpos albus) — кустарник, вид рода Снежноягодник семейства Жимолостные (Caprifoliaceae), декоративное растение. Родина — Северная Америка.

## Ботаническое описание
Листопадный кустарник высотой до 1,5 метров с тонкими побегами.
Листья супротивные, яйцевидные или овальные, цельнокрайные, длиной до 2—5 см. С верхней стороны зелёные, голые, с нижней — сизые и слегка опушённые.
Цветки мелкие (0,6 см диаметром), с колокольчатым 4—5-лопастным розовым венчиком, собраны в густые кистевидные соцветия в пазухах листьев. Цветёт с мая по сентябрь.
Плоды шаровидные, диаметром до 1 см, белого цвета, с двумя косточками внутри, несъедобные. Созревают в сентябре, долго не опадают.
Размножается семенами и корневыми отпрысками.

## Значение и применение
Применяется в качестве декоративного растения, в основном в живых изгородях, но хорошо смотрится и в одиночных посадках. Цветёт долго и обильно, на растении можно увидеть и цветки и плоды одновременно. Зимостойкость высокая, неприхотлив, хорошо переносит стрижку.
Размножают снежноягодник отводками, черенками, делением куста и семенами.
Медоносное растение. Ценится за поздне летнее или осеннее цветение когда основные медоносные растения отцвели. Цветки выделяют нектар даже при небольшом дожде и осеннем похолодании. Секреция нектара мало подвержена колебаниям. Пчёлы и шмели с большой охотой работают на цветках в течение всего дня и даже вечером. Продуктивность мёда сплошными зарослями до 400 кг/га, сахаристость нектара 28—36%, иногда до 50%. В нектаре одного цветка содержится 0,51—0,59 мг сахара.

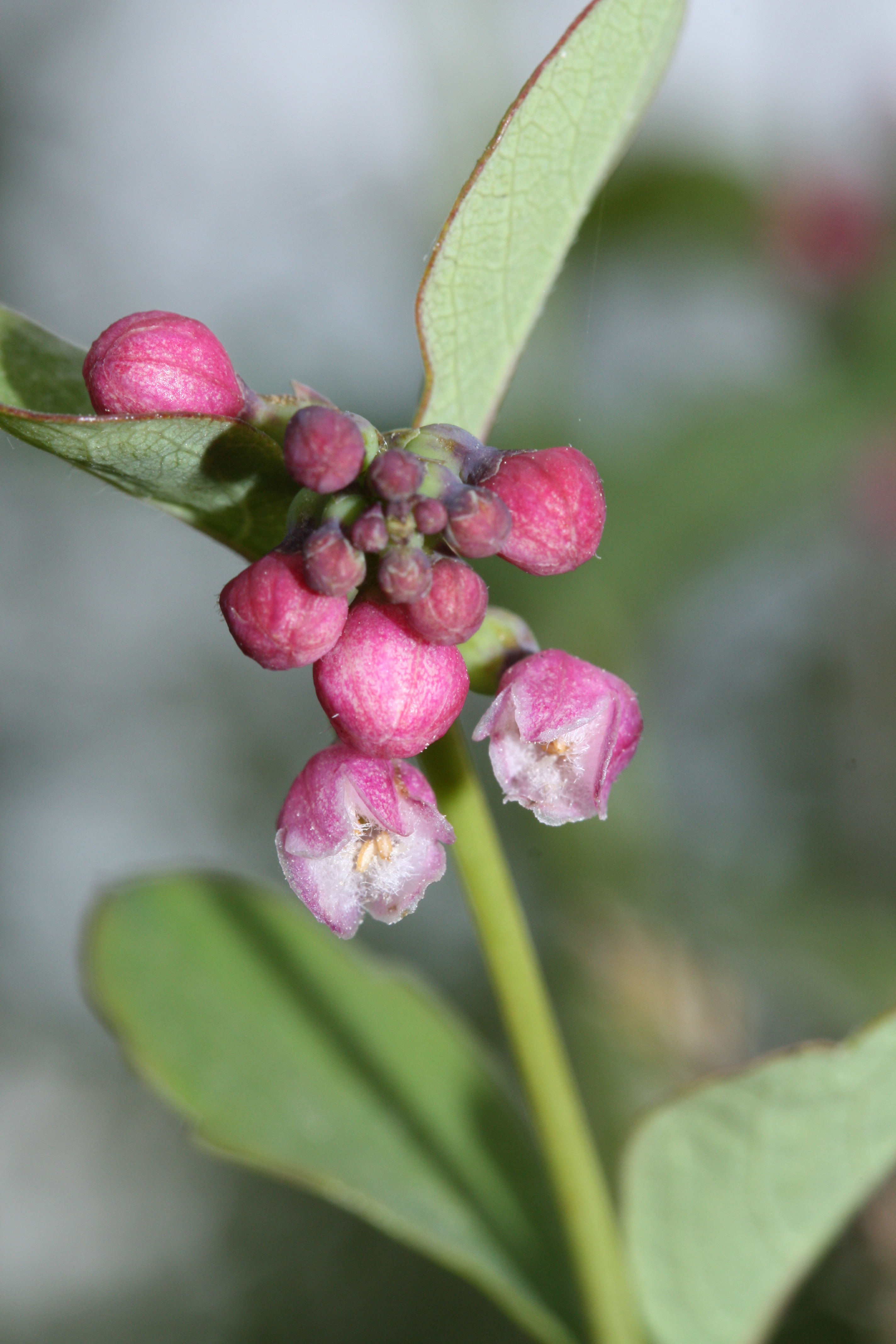
Цветки снежноягодника
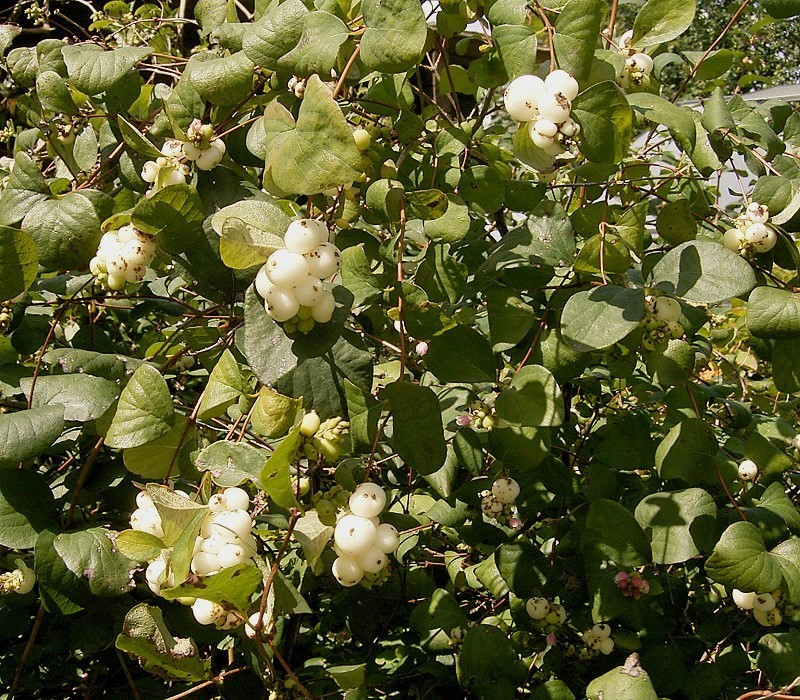
Куст снежноягодника с плодами
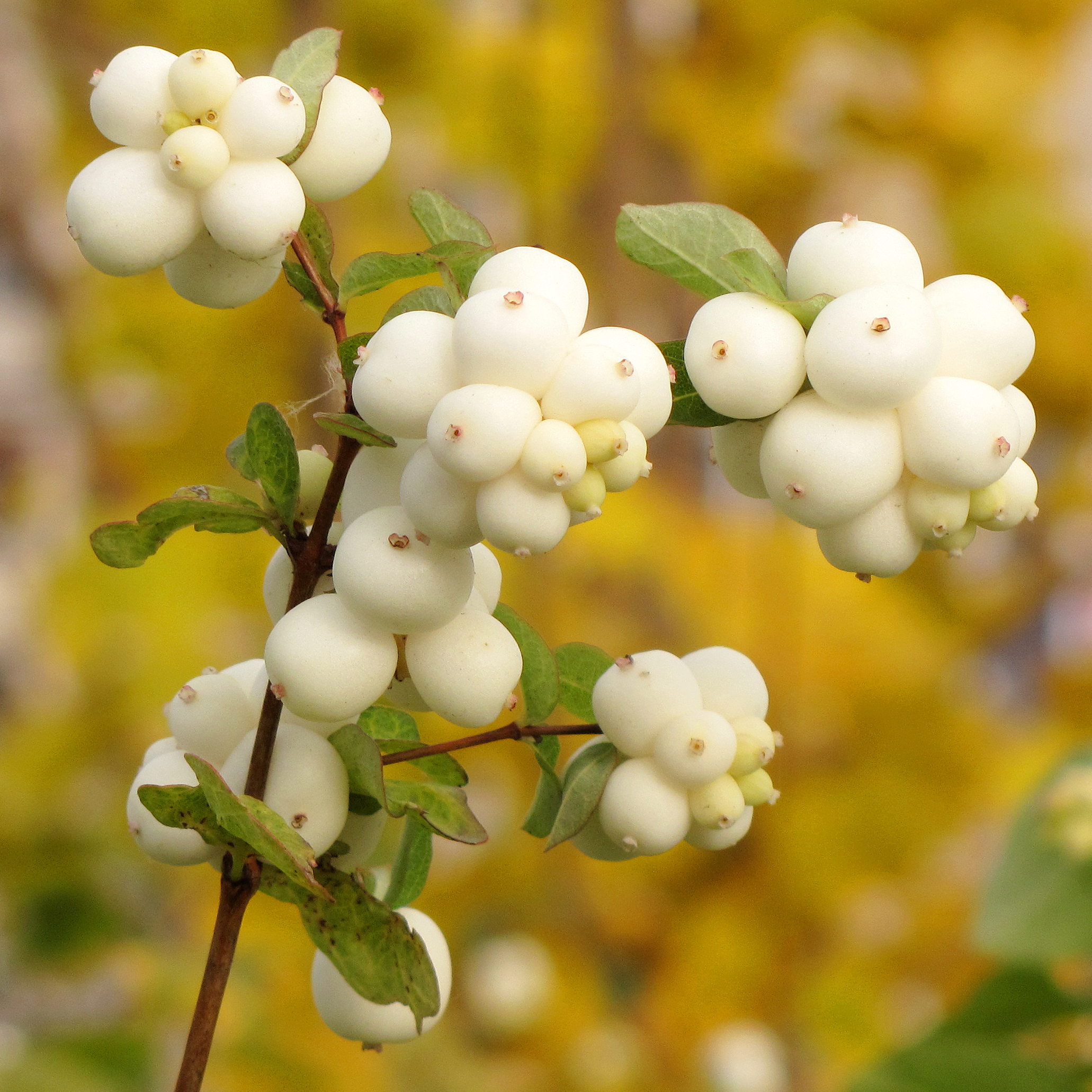
Плоды осенью
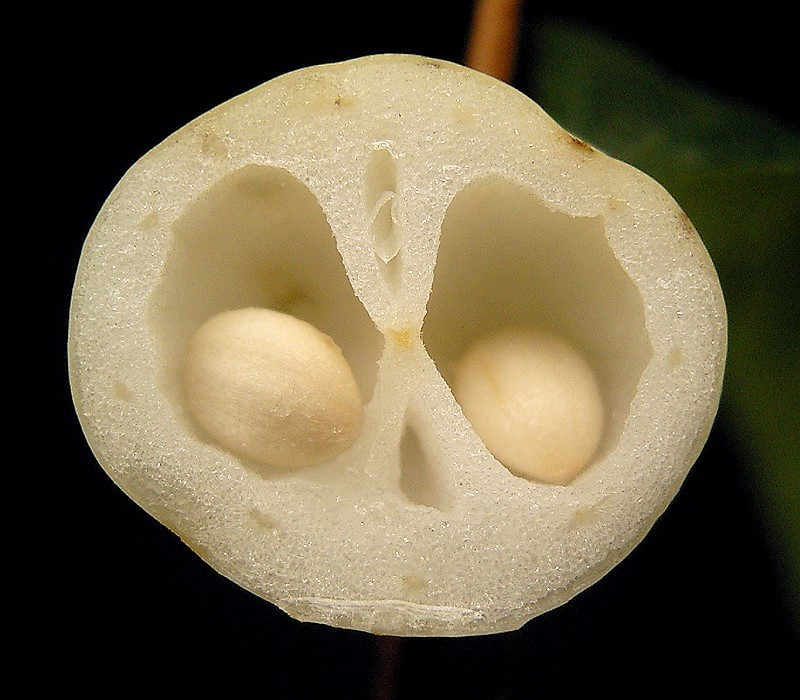
Плод снежноягодника в разрезе

## Таксономия
Symphoricarpos albus (L.) S.F.Blake, Rhodora; Journal of the New England Botanical Club. Cambridge, MA 16: 118. 1914.
Синонимы
- Vaccinium album L., 1753basionym
- Lonicera alba (L.) Druce, 1914
- Xylosteon album (L.) Moldenke, 1937

Подвиды
- Symphoricarpos albus var. laevigatus (Fernald) S.F.Blake
- Symphoricarpos albus var. pauciflorus (J.W.Robbins) S.F. Blake

## Токсичность
Белые ягоды слегка токсичны из-за содержащихся в них изохинолиновых алкалоидов, особенно хелидонина. Их прием вызывает раннюю рвоту, головокружение и чрезмерное потоотделение, особенно у детей. Риск серьезной интоксикации кажется низким.